# 特文特兰
特文特蘭（Twenterand）是荷蘭的一个市镇，位於荷蘭東部，在行政區劃上屬於上愛塞省。該地位於特文特地区的西北郊。

## 外部連結
- 维基共享资源上的相關多媒體資源：特文特兰
- Official website （页面存档备份，存于）